# Joseph Kerwin
Joseph Peter Kerwin (Oak Park, 19 febbraio 1932) è un ex astronauta e medico statunitense.

## Educazione
Frequentò la Fenwick High School di Oak Park in Illinois fino al 1949. Nel 1953 conseguì il titolo di bachelor di filosofia presso il College of the Holy Cross di Worcester in Massachusetts. Nel 1957 seguì la laurea in medicina conseguita presso la Northwestern University Medical School di Chicago in Illinois. Svolse il suo tirocinio presso l'Ospedale Generale della capitale degli Stati Uniti il District of Columbia General Hospital a Washington. Successivamente frequentò l'apposito istituto di medicina dell'aviazione della marina militare, la U.S. Navy School of Aviation Medicine situata a Pensacola in Florida ed a dicembre del 1958 venne assegnato ad uno squadrone di aviatori della marina militare americana.
Il dott. Kerwin è pluridecorato di onorificenze nel campo militare e civile e membro di influenti associazioni americane.

## Esperienze
Kerwin, fece parte del corpo dei medici della marina militare sino da luglio del 1958 nel grado di capitano. Ottenne le sue wings, cioè l'abilitazione da pilota a Beeville in Texas nel 1962.
Raggiunse 4.500 ore di volo.

### Esperienze alla NASA
Il capitano Kerwin venne scelto come uno dei primi scienziati-astronauta a giugno del 1965 con il quarto gruppo di astronauti scelti dalla NASA.
Partecipò nel ruolo di Capcom durante la missione dell'Apollo 13. Il suo primo incarico ufficiale fu quando venne nominato a far parte dell'equipaggio per la missione dello Skylab 2 (SL-2) nel ruolo di scienziato-pilota. La missione era stata lanciata il 25 maggio e fece rientro a terra il 22 giugno 1973. L'equipaggio di questa missione della stazione spaziale Skylab venne completato dal comandante Charles Conrad e dal pilota Paul J. Weitz.
Successivamente Kerwin passò in carica all'ufficio degli astronauti, dove coordinava le attività da svolgere dagli astronauti stessi, particolarmente l'esecuzione delle manovre rendezvous, il posizionamento e recupero di satelliti artificiali ed ulteriori operazioni di trasporto da eseguire con lo Space Shuttle.
Dal 1982 al 1983, Kerwin ebbe l'incarico di rappresentante scienziato anziano della National Aeronautics and Space Administration (NASA) presso la sede distaccata in Australia. In tale posizione fu responsabile dell'interscambio d'informazioni e tecnologia tra l'apposito ufficio della NASA per la comunicazione ed il trasferimento di dati dallo spazio ed il dipartimento di scienza e tecnologia australiano.
Dal 1984 al 1987, divenne direttore per la scienza dello spazio e della vita umana presso il Johnson Space Center. Kerwin fu responsabile della direzione e del coordinamento del supporto medico per le operazioni dei programmi di voli equipaggiati nello spazio, particolarmente per la cura e la prevenzione delle malattie degli astronauti e delle loro famiglie, per la direzione dello sviluppo dei sistemi vitali sulle navicelle spaziali, supporto nei programmi di ricerca e sperimentali e dell'organizzazione delle necessità per l'esplorazione e la ricerca terrestre, lunare e planetare del Johnson Space Center.

### Esperienze dopo la NASA
Si ritirò dalla marina e lasciò la NASA per entrare alla Lockheed nel 1987.
Presso tale ditta fu responsabile dell'organizzazione dei programmi per sistemi di attività extraveicolare, in particolar modo per lo sviluppo dell'hardware per la stazione spaziale Freedom, al quale collaborò dal 1988 al 1990. Successivamente, con la collaborazione di ulteriori due dipendenti della Lockheed, inventò e sviluppò il sistema semplificato di soccorso per attività extraveicolare Simplified Aid for EVA Rescue (SAFER) , recentemente testato da astronauti in passeggiata spaziale presso la Stazione spaziale internazionale (ISS). In seguito a tale invenzione partecipò allo sviluppo di un veicolo spaziale in grado di far ritornare un equipaggio che si trova nello spazio in una situazione di pericolo - veicolo comunemente chiamato Assured Crew Return Vehicle. Partecipò inoltre allo sviluppo di sistemi di trasporto umano nello spazio, un progetto di collaborazione con la NASA per disegnare i futuri veicoli spaziali di trasporto. Negli anni 1994 e 1995 fu a capo del gruppo di Houston che seguiva il contatto tra la Lockheed e la Martin's FGB, ditta che stava costruendo lo space tug russo, cioè il primo elemento della Stazione Spaziale Internazionale. Fece inoltre parte del consiglio di amministrazione della NASA dal 1990 al 1993.
A giugno del 1996 passò ai Systems Research Laboratories (SRL), con l'incarico di direttore dei programmi della squadra del SRL, al quale necessitava il supporto medico ed il contratto integrativo e di interscambio con il Johnson Space Center. Per questo incarico venne scelta la KRUG Life Sciences. Allora, a grande sorpresa, la KRUG avanzò la proposta di collaborazione con Kerwin proponendo la carica di presidente della stessa in seguito al ritiro dal lavoro del presidente uscente T. Wayne Holt. Kerwin passò alla KRUG il 1º aprile 1997.
Dal 16 marzo 1998, la KRUG Life Sciences divenne l'unità economica speciale della scienza umana (Life Sciences Special Business Unit) dei Wyle Laboratories di El Segundo in California.
In addizione alle sue cariche presso la Wyle, collabora allo staff dei direttori dell'istituto nazionale di ricerca biomedica spaziale National Space Biomedical Research Institute (NSBRI) quelle rappresentante dell'industria.

## Dati personali
Sposato con Shirley Ann Good nativa di Danville in Pennsylvania. Padre di tre figlie e nonno di tre nipoti. Spende la maggior parte del suo tempo libero dedicandosi alla lettura ed all'ascolto di musica classica europea.